# ヤマトイシノミ
ヤマトイシノミ（大和石蚤）は、イシノミ科に属する昆虫の一種である。
長い触覚と3本の尾があり、体は鱗粉に覆われている。発達した複眼がある。
しめった林の岩や樹皮などに住み、緑藻や落ち葉などを食べる。驚くと腹部を叩いてジャンプする
・大きさ　12〜15mm
・生息地域　北海道、本州（中部地方以北）
・見られる時期　一年中